# Großer Preis von Deutschland 1976
Der Große Preis von Deutschland 1976 (offiziell XXXVIII Großer Preis von Deutschland) fand am 1. August auf dem Nürburgring in Nürburg statt und war das zehnte Rennen der Automobil-Weltmeisterschaft 1976.

## Berichte

### Hintergrund

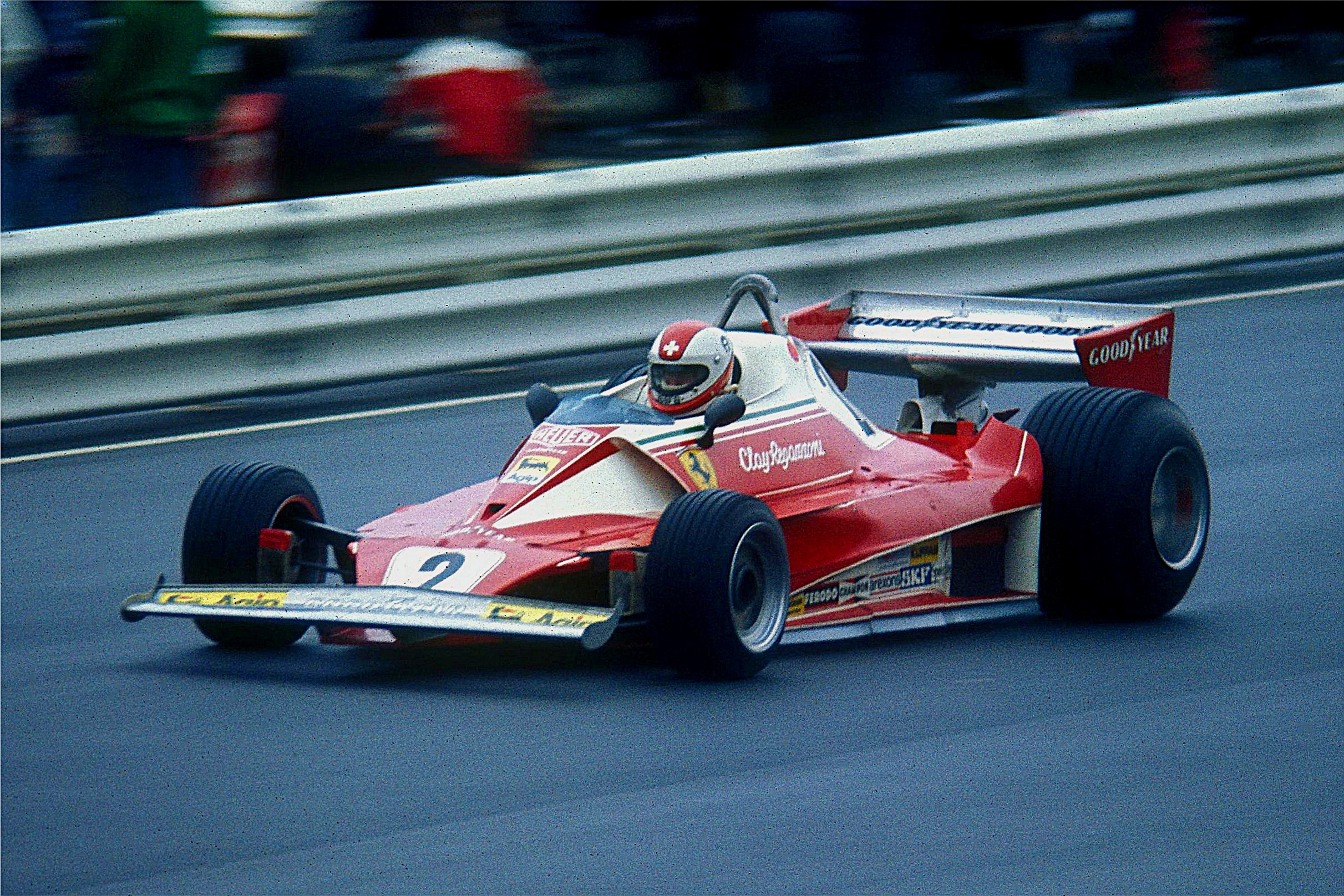
Clay Regazzoni im Ferrari 312T2

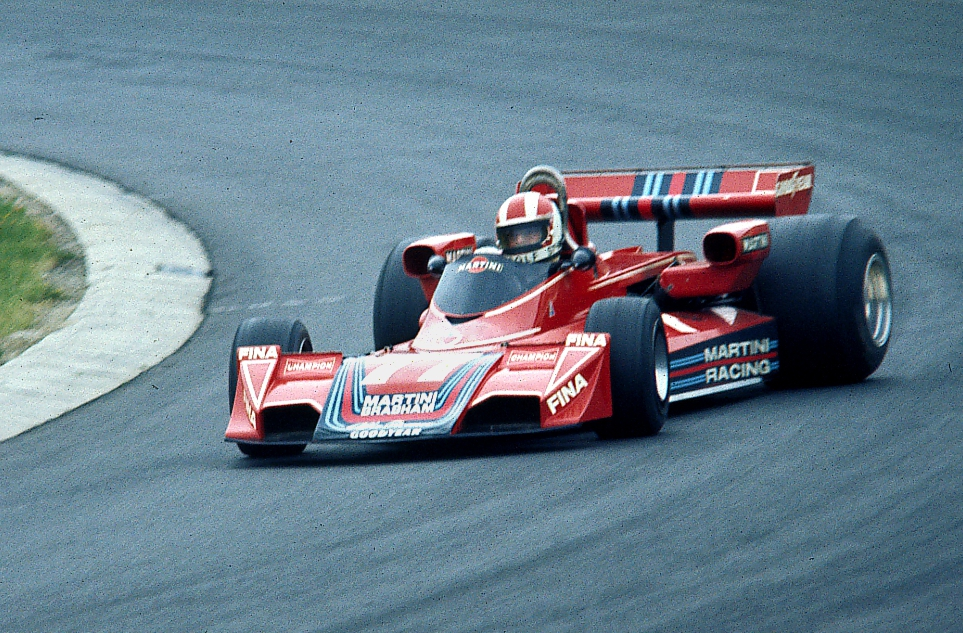
Rolf Stommelen im Brabham BT45

Zwei Wochen nach dem kontrovers diskutierten Großen Preis von Großbritannien fand der Deutschland-GP 1976 trotz immer größer werdender Vorbehalte seitens der Fahrer gegenüber der hinsichtlich Sicherheitseinrichtungen und Streckenlänge als nicht mehr zeitgemäß eingestuften Nürburgring-Nordschleife ein letztes Mal auf dieser traditionsreichen Strecke statt.
Nach der Kündigung von Jacky Ickx nahm Arturo Merzario dessen Platz bei Walter Wolf Racing ein. Daraufhin trat March Engineering mit nur noch drei Werkswagen an. Das italienische Privatteam Gulf Rondini trug sich mit einem Tyrrell 007 und dem Formel-1-Neuling Alessandro Pesenti-Rossi erstmals in die Meldeliste eines Grand Prix ein.
Rolf Stommelen wurde vom Brabham-Kundenteam RAM Racing als Gaststarter für seinen Heim-Grand-Prix gemeldet. Er qualifizierte sich daraufhin mit einem der beiden vom Team eingesetzten Brabham BT44B für den 15. Startplatz. Aufgrund einer gerichtlichen Klage, die Loris Kessel wegen ausstehender Gehaltszahlungen für seine vier bereits für das Team absolvierten Einsätze eingereicht hatte, wurde eines der Fahrzeuge während des Trainings von der Polizei beschlagnahmt. Brabham-Teamchef Bernie Ecclestone stellte Stommelen daraufhin kurzfristig den Ersatzwagen des Werksteams zur Verfügung.

### Training
James Hunt erzielte die beste Trainingszeit und war dabei rund eine Sekunde schneller als der Zweitplatzierte Niki Lauda. Die Rundenbestzeit des Vorjahres wurde um rund acht Sekunden verfehlt. Die zweite Startreihe bildeten Patrick Depailler im Tyrrell P34 sowie Hans-Joachim Stuck, der im March 761 vor heimischem Publikum eine gute Trainingsleistung zeigte, indem er die stärker eingeschätzten Clay Regazzoni, Jacques Laffite, Carlos Pace und Jody Scheckter hinter sich ließ.

### Rennen

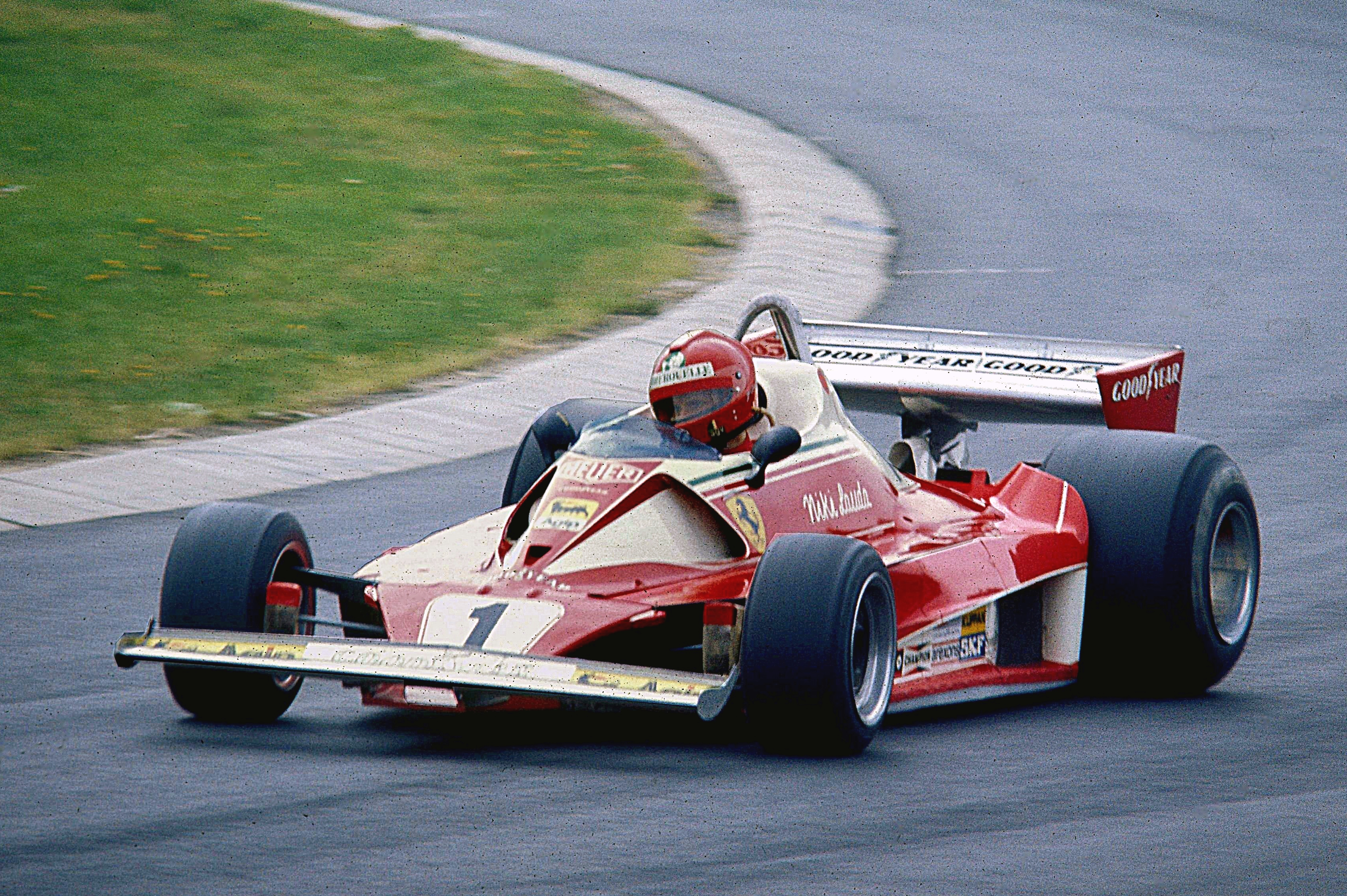
Niki Lauda

Bis kurz vor dem Start des Rennens hatte es geregnet. Daraufhin entschieden sich alle Fahrer außer Jochen Mass für den Einsatz von Regenreifen.
Regazzoni ging von Startplatz fünf aus in Führung vor Hunt und dem gut gestarteten Mass. Laffite profitierte als Viertplatzierter davon, dass Stucks Fahrzeug wegen eines Kupplungsschadens aus der Startaufstellung genommen worden war. Stuck nahm das Rennen dennoch mit kurzer Verzögerung auf, indem er sich am Ende des Feldes von Mechanikern anschieben ließ.
Während der ersten Runde drehte sich Regazzoni und fiel dadurch auf den vierten Rang zurück. Bereits nach wenigen Kilometern stellten nahezu alle Piloten fest, dass dank abtrocknender Streckenverhältnisse keine Regenreifen mehr benötigt wurden. Rund die Hälfte des Feldes steuerte daraufhin am Ende der ersten Runde die Boxengasse an, um die Reifen wechseln zu lassen. Dadurch befand sich Mass, der diese rapide Verbesserung der Streckenverhältnisse als einziger geahnt hatte, auf dem zweiten Rang hinter Ronnie Peterson, der eine weitere Runde auf Regenreifen zurücklegte. Nachdem auch Peterson am Ende des zweiten Umlaufs stoppte, übernahm Mass die Führung vor Gunnar Nilsson, der als einer von wenigen zu diesem Zeitpunkt nach wie vor mit Regenreifen bestückt war, und Hunt.

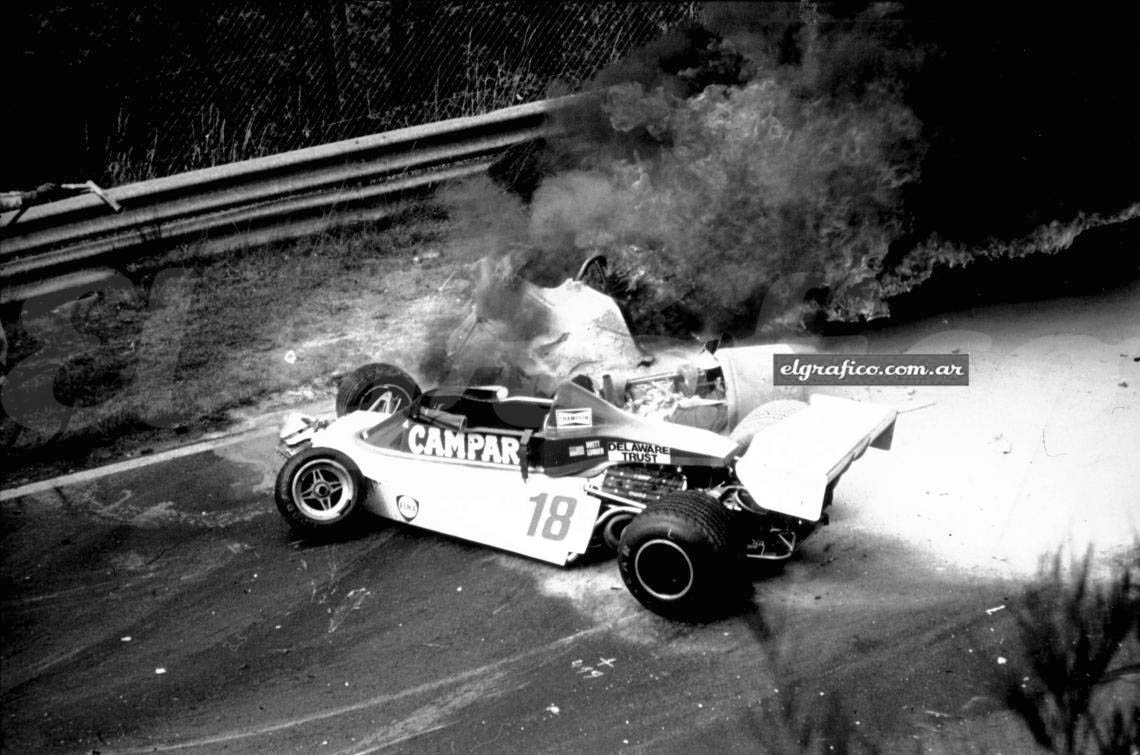
Niki Lauda´s Ferrari wurde vom Surtees TS19 von Brett Lunger getroffen.

Lauda, der nach einem schlechten Start und einem vergleichsweise langsamen Boxenstopp mehrere Plätze eingebüßt hatte, verlor in der zweiten Runde im Bereich des Streckenabschnitts „Bergwerk“ möglicherweise durch einen Aufhängungsschaden die Kontrolle über seinen Ferrari. Der Wagen durchbrach mehrere Fangzäune, wurde gegen einen Erdwall geschleudert und rutschte anschließend mehrere Meter unkontrolliert über die Strecke, während sich das aus den nahezu vollen Tanks austretende Benzin entzündete. Guy Edwards, der unmittelbar folgte, konnte knapp ausweichen. Die nachfolgenden Fahrer Brett Lunger und Harald Ertl hingegen rammten das Wrack. Die Strecke war dadurch blockiert. Edwards, Lunger und Ertl sowie der ihnen zu Hilfe eilende Arturo Merzario retteten Lauda, der durch die Wucht des Aufpralls seinen Helm verloren hatte, aus dem brennenden Wagen. Die nachfolgenden Rennwagen kamen trotz der Unübersichtlichkeit der Situation ohne Kollisionen rechtzeitig vor der Unfallstelle zum Stehen. Das Rennen war somit abgebrochen. Die übrigen Fahrer, die zum Zeitpunkt des Unfalls vor Lauda gelegen hatten, erhielten diese Information durch die rote Flagge der Rennleitung.
Wenig später trafen ein Sicherheitsfahrzeug der ONS sowie ein Rettungswagen am Unfallort ein. Auf Initiative von Hans-Joachim Stuck brachte der Rettungswagen den verletzten Lauda, der zeitweise bei Bewusstsein war, entgegen der sonst üblichen Fahrtrichtung durch die zweite, weniger bekannte Ausfahrt der Rennstrecke auf direktem Weg ins Krankenhaus nach Adenau. Von dort wurde Lauda zunächst ins Bundeswehrzentralkrankenhaus Koblenz und schließlich in eine auf Brandwunden spezialisierte Klinik nach Ludwigshafen am Rhein geflogen.

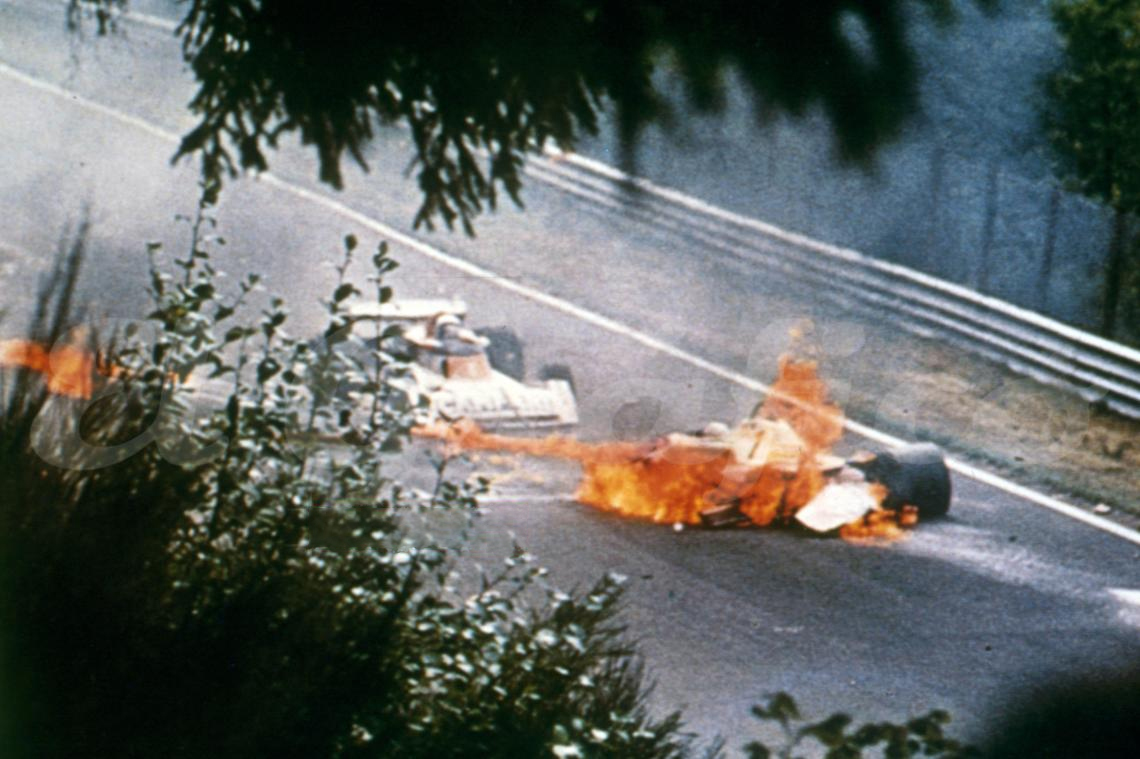
Lauda´s brennender Ferrari mit dem Fahrer im Cockpit.

Zum Neustart des Rennens traten nur noch 20 Fahrzeuge an. Chris Amon hatte sich angesichts der Ereignisse spontan für einen Ausstieg aus der Formel 1 entschieden. Bei nun gänzlich trockenen Bedingungen ging Hunt vor Regazzoni, Scheckter, Depailler und Pace in Führung. Im Bereich des Streckenabschnitts „Flugplatz“ verunglückte Peterson kurz drauf, blieb aber unverletzt. Regazzoni drehte sich abermals und Depailler kam beim Versuch, dem Ferrari auszuweichen, von der Strecke ab. Pace beendete die erste Runde nach einem Überholmanöver gegen Scheckter als Zweitplatzierter hinter Hunt, fiel jedoch im Verlauf der folgenden Runde wieder hinter Scheckter sowie hinter Regazzoni auf den vierten Rang zurück. Unterdessen verunglückte Vittorio Brambilla durch einen Bremsdefekt im Bereich der Adenauer Brücke, ohne sich zu verletzen.
Mass, der beim Rennabbruch in Führung gelegen hatte, überholte nacheinander den Fünftplatzierten Nilsson sowie den Viertplatzierten Pace. Als Profiteur eines erneuten Drehers von Regazzoni in der zwölften Runde beendete er das neu gestartete Rennen auf dem dritten Platz. Pace, Nilsson und Brabham-Gastfahrer Stommelen komplettierten die Punkteränge.
Ab dem folgenden Jahr wurde der Große Preis von Deutschland auf dem Hockenheimring ausgetragen, dessen Streckensicherheit sich aufgrund der im Vergleich zur Nordschleife deutlich geringeren Streckenlänge wesentlich einfacher gewährleisten ließ. Diese Entscheidung stand allerdings bereits vor dem Rennen 1976 fest. Es war demzufolge keine Entscheidung, die erst infolge des Unfalls von Lauda getroffen wurde.

## Meldeliste
| Team                                   | Nr. | Fahrer                   | Chassis         | Motor                     | Reifen |
| -------------------------------------- | --- | ------------------------ | --------------- | ------------------------- | ------ |
| Scuderia Ferrari SpA SEFAC             | 01  | Niki Lauda               | Ferrari 312T2   | Ferrari 015 3.0 F12       | G      |
| Scuderia Ferrari SpA SEFAC             | 02  | Clay Regazzoni           | Ferrari 312T2   | Ferrari 015 3.0 F12       | G      |
| Elf Team Tyrrell                       | 03  | Jody Scheckter           | Tyrrell P34     | Ford Cosworth DFV 3.0 V8  | G      |
| Elf Team Tyrrell                       | 04  | Patrick Depailler        | Tyrrell P34     | Ford Cosworth DFV 3.0 V8  | G      |
| John Player Team Lotus                 | 05  | Mario Andretti           | Lotus 77        | Ford Cosworth DFV 3.0 V8  | G      |
| John Player Team Lotus                 | 06  | Gunnar Nilsson           | Lotus 77        | Ford Cosworth DFV 3.0 V8  | G      |
| Martini Racing                         | 07  | Carlos Reutemann         | Brabham BT45    | Alfa Romeo 115-12 3.0 F12 | G      |
| Martini Racing                         | 08  | Carlos Pace              | Brabham BT45    | Alfa Romeo 115-12 3.0 F12 | G      |
| Martini Racing                         | 77  | Rolf Stommelen           | Brabham BT45    | Alfa Romeo 115-12 3.0 F12 | G      |
| Beta Team March                        | 09  | Vittorio Brambilla       | March 761       | Ford Cosworth DFV 3.0 V8  | G      |
| March Engineering                      | 10  | Ronnie Peterson          | March 761       | Ford Cosworth DFV 3.0 V8  | G      |
| March Engineering                      | 34  | Hans-Joachim Stuck       | March 761       | Ford Cosworth DFV 3.0 V8  | G      |
| Marlboro Team McLaren                  | 11  | James Hunt               | McLaren M23     | Ford Cosworth DFV 3.0 V8  | G      |
| Marlboro Team McLaren                  | 12  | Jochen Mass              | McLaren M23     | Ford Cosworth DFV 3.0 V8  | G      |
| Shadow Racing with Tabatip             | 16  | Tom Pryce                | Shadow DN5B     | Ford Cosworth DFV 3.0 V8  | G      |
| Shadow Racing with Tabatip             | 17  | Jean-Pierre Jarier       | Shadow DN5B     | Ford Cosworth DFV 3.0 V8  | G      |
| Team Surtees                           | 18  | Brett Lunger             | Surtees TS19    | Ford Cosworth DFV 3.0 V8  | G      |
| Team Surtees                           | 19  | Alan Jones               | Surtees TS19    | Ford Cosworth DFV 3.0 V8  | G      |
| Walter Wolf Racing                     | 20  | Arturo Merzario          | Williams FW05   | Ford Cosworth DFV 3.0 V8  | G      |
| Team Ensign                            | 22  | Chris Amon               | Ensign N176     | Ford Cosworth DFV 3.0 V8  | G      |
| Hesketh Racing                         | 24  | Harald Ertl              | Hesketh 308D    | Ford Cosworth DFV 3.0 V8  | G      |
| Penthouse Rizla Racing                 | 25  | Guy Edwards              | Hesketh 308D    | Ford Cosworth DFV 3.0 V8  | G      |
| Ligier Gitanes                         | 26  | Jacques Laffite          | Ligier JS5      | Matra MS73 3.0 V12        | G      |
| Citibank Team Penske                   | 28  | John Watson              | Penske PC4      | Ford Cosworth DFV 3.0 V8  | G      |
| Copersucar-Fittipaldi                  | 30  | Emerson Fittipaldi       | Copersucar FD04 | Ford Cosworth DFV 3.0 V8  | G      |
| RAM Racing                             | 36  | Rolf Stommelen           | Brabham BT44B   | Ford Cosworth DFV 3.0 V8  | G      |
| RAM Racing                             | 37  | Lella Lombardi           | Brabham BT44B   | Ford Cosworth DFV 3.0 V8  | G      |
| Team Norev Racing with BS Fabrications | 38  | Henri Pescarolo          | Surtees TS19    | Ford Cosworth DFV 3.0 V8  | G      |
| Scuderia Gulf Rondini                  | 40  | Alessandro Pesenti-Rossi | Tyrrell 007     | Ford Cosworth DFV 3.0 V8  | G      |

Anmerkungen
1. 1 2  Stommelen war ursprünglich im Brabham BT44B mit der Startnummer 36 des Teams RAM Racing gemeldet und absolvierte damit die Qualifikation. Im Rennen fuhr er den Brabham BT45 mit der Startnummer 77, der dem Brabham-Werksteam als T-Car zur Verfügung stand.

## Klassifikationen

### Startaufstellung
| Pos. | Fahrer                   | Konstrukteur       | Zeit   | Ø-Geschwindigkeit | Start |
| ---- | ------------------------ | ------------------ | ------ | ----------------- | ----- |
| 01   | James Hunt               | McLaren-Ford       | 7:06,5 | 192,746 km/h      | 01    |
| 02   | Niki Lauda               | Ferrari            | 7:07,4 | 192,340 km/h      | 02    |
| 03   | Patrick Depailler        | Tyrrell-Ford       | 7:08,8 | 191,712 km/h      | 03    |
| 04   | Hans-Joachim Stuck       | March-Ford         | 7:09,1 | 191,578 km/h      | 04    |
| 05   | Clay Regazzoni           | Ferrari            | 7:09,3 | 191,488 km/h      | 05    |
| 06   | Jacques Laffite          | Ligier-Matra       | 7:11,3 | 190,601 km/h      | 06    |
| 07   | Carlos Pace              | Brabham-Alfa Romeo | 7:12,0 | 190,292 km/h      | 07    |
| 08   | Jody Scheckter           | Tyrrell-Ford       | 7:12,2 | 190,204 km/h      | 08    |
| 09   | Jochen Mass              | McLaren-Ford       | 7:13,0 | 189,852 km/h      | 09    |
| 10   | Carlos Reutemann         | Brabham-Alfa Romeo | 7:14,9 | 189,023 km/h      | 10    |
| 11   | Ronnie Peterson          | March-Ford         | 7:14,9 | 189,023 km/h      | 11    |
| 12   | Mario Andretti           | Lotus-Ford         | 7:16,1 | 188,503 km/h      | 12    |
| 13   | Vittorio Brambilla       | March-Ford         | 7:17,7 | 187,814 km/h      | 13    |
| 14   | Alan Jones               | Surtees-Ford       | 7:19,9 | 186,874 km/h      | 14    |
| 15   | Rolf Stommelen           | Brabham-Ford       | 7:21,6 | 186,155 km/h      | 15    |
| 16   | Gunnar Nilsson           | Lotus-Ford         | 7:23,0 | 185,567 km/h      | 16    |
| 17   | Chris Amon               | Ensign-Ford        | 7:23,1 | 185,525 km/h      | 17    |
| 18   | Tom Pryce                | Shadow-Ford        | 7:23,3 | 185,441 km/h      | 18    |
| 19   | John Watson              | Penske-Ford        | 7:23,5 | 185,357 km/h      | 19    |
| 20   | Emerson Fittipaldi       | Copersucar-Ford    | 7:28,0 | 183,496 km/h      | 20    |
| 21   | Arturo Merzario          | Wolf-Williams-Ford | 7:28,8 | 183,168 km/h      | 21    |
| 22   | Harald Ertl              | Hesketh-Ford       | 7:30,0 | 182,680 km/h      | 22    |
| 23   | Jean-Pierre Jarier       | Shadow-Ford        | 7:30,9 | 182,315 km/h      | 23    |
| 24   | Brett Lunger             | Surtees-Ford       | 7:32,7 | 181,590 km/h      | 24    |
| 25   | Guy Edwards              | Hesketh-Ford       | 7:38,6 | 179,254 km/h      | 25    |
| 26   | Alessandro Pesenti-Rossi | Tyrrell-Ford       | 7:48,5 | 175,466 km/h      | 26    |
| DNQ  | Lella Lombardi           | Brabham-Ford       | 7:51,1 | 174,498 km/h      | –     |
| DNQ  | Henri Pescarolo          | Surtees-Ford       | 8:04,2 | 169,777 km/h      | –     |

### Rennen
| Pos. | Fahrer                   | Konstrukteur       | Runden | Stopps | Zeit      | Start | Schnellste Runde |
| ---- | ------------------------ | ------------------ | ------ | ------ | --------- | ----- | ---------------- |
| 01   | James Hunt               | McLaren-Ford       | 14     | 1      | 1:41:42,7 | 01    | 7:11,1           |
| 02   | Jody Scheckter           | Tyrrell-Ford       | 14     | 0      | + 27,7    | 08    | 7:10,8 (13.)     |
| 03   | Jochen Mass              | McLaren-Ford       | 14     | 0      | + 52,4    | 09    | 7:12,9           |
| 04   | Carlos Pace              | Brabham-Alfa Romeo | 14     | 0      | + 54,2    | 07    | 7:11,2           |
| 05   | Gunnar Nilsson           | Lotus-Ford         | 14     | 0      | + 1:57,3  | 16    | 7:14,5           |
| 06   | Rolf Stommelen           | Brabham-Alfa Romeo | 14     | 0      | + 2:30,3  | 15    | 7:18,8           |
| 07   | John Watson              | Penske-Ford        | 14     | 0      | + 2:33,9  | 19    | 7:19,5           |
| 08   | Tom Pryce                | Shadow-Ford        | 14     | 0      | + 2:48,2  | 18    | 7:21,3           |
| 09   | Clay Regazzoni           | Ferrari            | 14     | 0      | + 3:46,0  | 05    | 7:11,1           |
| 10   | Alan Jones               | Surtees-Ford       | 14     | 0      | + 3:47,3  | 14    | 7:19,6           |
| 11   | Jean-Pierre Jarier       | Shadow-Ford        | 14     | 0      | + 4:58,1  | 23    | 7:28,8           |
| 12   | Mario Andretti           | Lotus-Ford         | 14     | 1      | + 4:58,1  | 12    | 7:14,9           |
| 13   | Emerson Fittipaldi       | Copersucar-Ford    | 14     | 0      | + 5:25,2  | 20    | 7:30,9           |
| 14   | Alessandro Pesenti-Rossi | Tyrrell-Ford       | 13     | 0      | + 1 Runde | 26    | 7:42,8           |
| 15   | Guy Edwards              | Hesketh-Ford       | 13     | 0      | + 1 Runde | 25    | 7:43,0           |
| –    | Arturo Merzario          | Wolf-Williams-Ford | 3      | 0      | DNF       | 21    | 7:40,5           |
| –    | Vittorio Brambilla       | March-Ford         | 1      | 0      | DNF       | 13    | 7:47,9           |
| –    | Patrick Depailler        | Tyrrell-Ford       | 0      | 0      | DNF       | 03    | –                |
| –    | Carlos Reutemann         | Brabham-Alfa Romeo | 0      | 0      | DNF       | 10    | –                |
| –    | Ronnie Peterson          | March-Ford         | 0      | 0      | DNF       | 11    | –                |
| –    | Hans-Joachim Stuck       | March-Ford         | 0      | 0      | DNF       | 04    | –                |
| –    | Jacques Laffite          | Ligier-Matra       | 0      | 0      | DNF       | 06    | –                |
| –    | Chris Amon               | Ensign-Ford        | (1)    | 0      | DNF       | 17    | –                |
| –    | Niki Lauda               | Ferrari            | (1)    | 0      | DNF       | 02    | –                |
| –    | Brett Lunger             | Surtees-Ford       | (1)    | 0      | DNF       | 24    | –                |
| –    | Harald Ertl              | Hesketh-Ford       | (1)    | 0      | DNF       | 22    | –                |

Anmerkungen
1. 1 2 3 4  Amon, Lauda, Lunger und Ertl nahmen nur am ersten Start des Rennens teil.

## WM-Stände nach dem Rennen
Die ersten sechs des Rennens bekamen 9, 6, 4, 3, 2 bzw. 1 Punkt(e). Es zählten nur die besten sieben Ergebnisse aus den ersten acht Rennen und die besten sieben Ergebnisse aus den letzten acht Rennen. In der Konstrukteurswertung zählte nur das Ergebnis des bestplatzierten Fahrers eines Teams.

### Fahrerwertung
| Pos. | Fahrer             | Konstrukteur               | Punkte |
| ---- | ------------------ | -------------------------- | ------ |
| 01   | Niki Lauda         | Ferrari                    | 61     |
| 02   | Jody Scheckter     | Tyrrell-Ford               | 36     |
| 03   | James Hunt         | McLaren-Ford               | 35     |
| 04   | Patrick Depailler  | Tyrrell-Ford               | 26     |
| 05   | Clay Regazzoni     | Ferrari                    | 16     |
| 06   | Jochen Mass        | McLaren-Ford               | 14     |
| 07   | Jacques Laffite    | Ligier-Matra               | 10     |
| 08   | John Watson        | Penske-Ford                | 10     |
| 09   | Tom Pryce          | Shadow-Ford                | 7      |
| 10   | Carlos Pace        | Brabham-Alfa Romeo         | 7      |
| 11   | Hans-Joachim Stuck | March-Ford                 | 6      |
| 12   | Gunnar Nilsson     | Lotus-Ford                 | 6      |
| 13   | Alan Jones         | Surtees-Ford               | 4      |
| 14   | Carlos Reutemann   | Brabham-Alfa Romeo         | 3      |
| 15   | Mario Andretti     | Lotus-Ford / Parnelli-Ford | 3      |
| 16   | Emerson Fittipaldi | Copersucar-Ford            | 3      |
| 17   | Chris Amon         | Ensign-Ford                | 2      |
| 18   | Rolf Stommelen     | Brabham-Alfa Romeo         | 1      |
| 19   | Jean-Pierre Jarier | Shadow-Ford                | 0      |

| Pos. | Fahrer                   | Konstrukteur                    | Punkte |
| ---- | ------------------------ | ------------------------------- | ------ |
| 20   | Harald Ertl              | Hesketh-Ford                    | 0      |
| 21   | Jacky Ickx               | Wolf-Williams-Ford              | 0      |
| 22   | Vittorio Brambilla       | March-Ford                      | 0      |
| 23   | Larry Perkins            | Boro-Ford                       | 0      |
| 24   | Arturo Merzario          | March-Ford / Wolf-Williams-Ford | 0      |
| 25   | Renzo Zorzi              | Wolf-Williams-Ford              | 0      |
| 26   | Ronnie Peterson          | Lotus-Ford / March-Ford         | 0      |
| 27   | Michel Leclère           | Wolf-Williams-Ford              | 0      |
| 28   | Bob Evans                | Lotus-Ford                      | 0      |
| 29   | Ingo Hoffmann            | Copersucar-Ford                 | 0      |
| 30   | Brett Lunger             | Surtees-Ford                    | 0      |
| 31   | Loris Kessel             | Brabham-Ford                    | 0      |
| 32   | Lella Lombardi           | March-Ford                      | 0      |
| 33   | Alessandro Pesenti-Rossi | Tyrrell-Ford                    | 0      |
| 34   | Guy Edwards              | Hesketh-Ford                    | 0      |
| 35   | Patrick Nève             | Brabham-Ford                    | 0      |
| –    | Ian Ashley               | B.R.M.                          | 0      |
| –    | Ian Scheckter            | Tyrrell-Ford                    | 0      |
| –    | Henri Pescarolo          | Surtees-Ford                    | 0      |

### Konstrukteurswertung
| Pos. | Konstrukteur       | Punkte |
| ---- | ------------------ | ------ |
| 01   | Ferrari            | 64     |
| 02   | Tyrrell-Ford       | 49     |
| 03   | McLaren-Ford       | 41     |
| 04   | Ligier-Matra       | 10     |
| 05   | Penske-Ford        | 10     |
| 06   | Brabham-Alfa Romeo | 9      |
| 07   | Lotus-Ford         | 8      |
| 08   | Shadow-Ford        | 7      |
| 09   | March-Ford         | 6      |

| Pos. | Konstrukteur       | Punkte |
| ---- | ------------------ | ------ |
| 10   | Surtees-Ford       | 4      |
| 11   | Copersucar-Ford    | 3      |
| 12   | Ensign-Ford        | 2      |
| 13   | Parnelli-Ford      | 1      |
| 14   | Wolf-Williams-Ford | 0      |
| 15   | Hesketh-Ford       | 0      |
| 16   | Boro-Ford          | 0      |
| 17   | Brabham-Ford       | 0      |
| –    | B.R.M.             | 0      |